# 三姊妹角
三姊妹角（英語：Three Sisters Point）是南極洲的海岬，位於南設得蘭群島的喬治王島南岸，處於舍拉特灣入口處西部，在1937年由英國研究隊繪入地圖和命名，現時由南極條約體系管理。